# Josep Minguell i Cardenyes
Josep Minguell e Cardenyes (Tàrrega, 1959) é um pintor dedicado à pintura mural ao fresco, em grandes espaços arquitetónicos. Interpreta esta técnica milenária de critérios contemporànis para integrar a pintura nos edifícios, interpretar grandes temáticas e fazer do espectador o protagonista visual das suas obras pictóricas.
Combinou a sua trajetória artística, refletida em 36 grandes conjuntos de murais, com o estudo da tradição técnica e concetual da pintura ao fresco. Também à difusão e conhecimento no âmbito académico e universitário.
É doutor em belas artes pela Universidade de Barcelona e a sua tese titula-se “Pintura mural ao fresco, as estratégias dos pintores”.
Provém de uma família de pintores, e iniciou-se na pintura ao fresco à oficina do seu pai Jaume Minguell Miret.

## Biografia
Depois dos estudos à Faculdade de Belles Arts participa na criação de acontecimentos artísticos como a Fira del Teatre al Carrer de Tàrrega (1981). Estas iniciativas têm como comum denominador a conexão entre a criação artística e o público, e a intervenção nos espaços urbanos.
Até o ano 1995 expõe em várias galerias e mostras na Catalunha, na Espanha, na França e na Itália. Pinturas em grande formato que se situam no contexto da transvanguardia para evoluir acp à abstração orgânica. A partir deste ano orienta a sua atividade artística à pintura mural ao fresco em grandes espaços arquitetónicos e segue a tradição familiar e a aprendizagem recebida do seu pai Jaume Minguell Miret.

## Pintura mural
Esta técnica pictórica forma uma unidade física das superfícies arquitetónicas porque aplica pigmentos dissolvidos em água sobre o morteiro de calç ainda fresco do deslizado que culmina a construção dos muros.
A calç que contém o morteiro fixa os pigmentos na superfície por um processo de carbonatació do hidróxido de cálcio. Este processo inicia-se quando a calç entra em contacto do dióxido de carbono do ar. O apoio da pintura ao fresco é o muro e a sua matéria, o carbonat de cálcio, é a mesma do qual se construiu.
Os murais ao fresco conseguem funções que também correspondem à arquitetura dos edifícios e participam do seu efeito espacial. Atendendo vários modelos de construções, os murais protegem, rodeiam, delimitam e criam espaços, superam as dimensões humanas, conduzem para outros espaços e também outorgam um aspeto visual às superfícies da arquitetura. Estas funções definem uma prática artística singular na qual destacam as seguintes características:
1. 1 2  Minguell i Cardenyes, Josep (2014). Pintura mural al fresc, Estrategia de los pintores. Universitat de Lleida: Espai/temps